# Veľký Krtíš
Veľký Krtíš er en by og kommune i distriktet Veľký Krtíš i regionen Banská Bystrica i det sydlige Slovakiet. Den ligger kun 210 kilometer fra den slovakiske hovedstad Bratislava. Byen har et areal på 15,03  km² og en befolkning på 10.647(2023) indbyggere.

## Eksterne links
- Officiel hjemmeside

- Wikimedia Commons har flere filer relateret til Veľký Krtíš